# Скіфське золото (виставка)

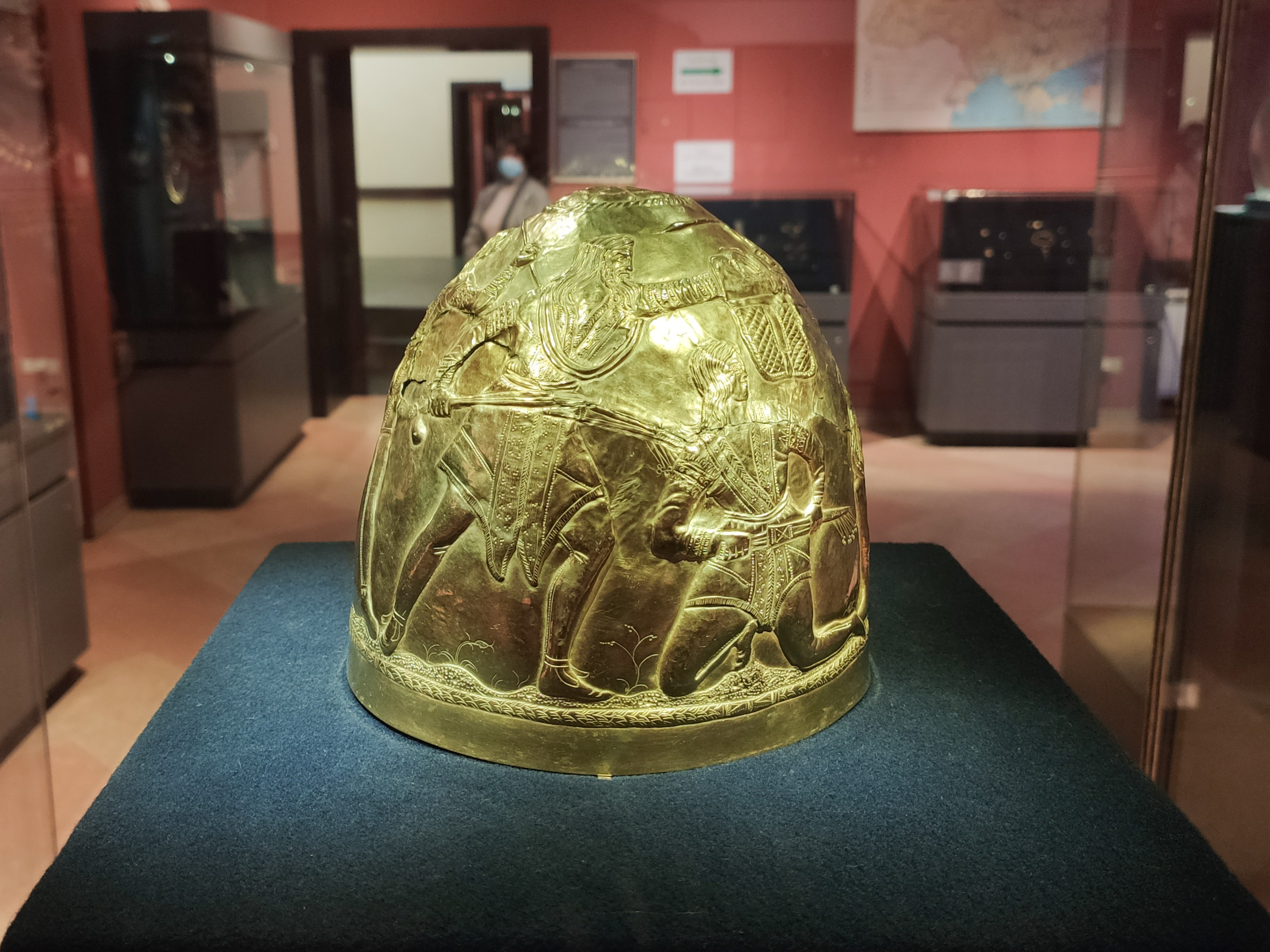
Скіфський золотий шолом IV ст. до н. е., один із експонатів, що були на виставці «Скіфське золото» в Амстердамі. Повернувся до України у 2014 р. Скарбниця Національного музею історії України, 2021 рік.

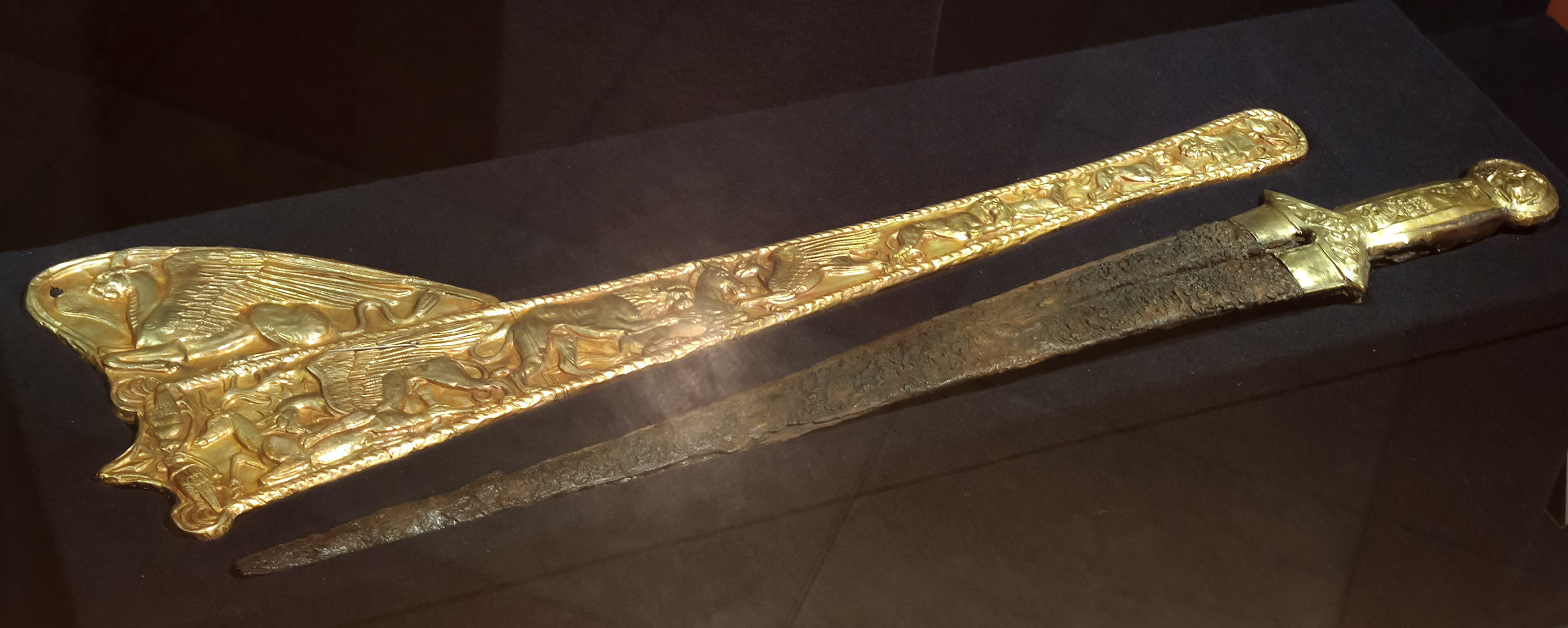
Скіфський меч із золотими піхвами IV ст. до н. е., ще один експонат виставки «Скіфське золото» в Амстердамі, що повернувся до України у 2014 році. Скарбниця Національного музею історії України, 2021 рік.

«Крим — золотий острів у Чорному морі» (нід. De Krim. Goud en geheimen van de Zwarte Zee), також «Скіфське золото» — виставка історико-культурних цінностей, яка проходила з 3 липня 2013 року у Рейнському крайовому музеї, а пізніше в археологічному музеї Алларда Пірсона за сприяння Амстердамського університету із 7 лютого по 31 серпня 2014 року. Сформована з колекцій шести українських музеїв та історико-культурних заповідників. Виставка охоплювала хронологічні рамки античності до часів раннього середньовіччя.
Після російського вторгнення до Криму на початку 2014 року і окупації півострова виставка стала об'єктом судових суперечок між Україною, музеєм Алларда Пірсона та кримськими музеями. У вересні 2014 року до України повернули частину експонатів виставки, які належали музеям з материкової України.[⇨] 14 грудня 2016 року амстердамський суд ухвалив, що експонати з Криму мають належати Україні, а не окупованому Росією Криму. В такому форматі цей судовий процес став першим в сучасній історії України. До цього українська сторона не вела судові справи з державою-окупантом своєї території.

## Колекція
Експозиція виставки «Скіфське золото» була представлена із шести українських музеїв та історико-культурних заповідників:
- Скарбниця Національного музею історії України;
- Одеський археологічний музей;
- Національний заповідник «Херсонес Таврійський»;
- Керченський історико-культурний заповідник;
- Бахчисарайський історико-культурний заповідник;
- Центральний музей Тавриди[9].

Чотири останніх музеї у 2014 році потрапили у зону російської окупації у Криму.
Виставка являла собою першу науково-експозиційну та культурно-освітню основу, в якій об'єднано видатні пам'ятки культурного надбання України. Сама виставка висвітлювала давню історію Криму, який через історично-політичні причини протягом багатьох століть був перехрестям різних етносів та культур, античного і кочівницького світів, Сходу та Заходу.
Хронологічні рамки виставки охоплені античною добою по епоху середньовіччя. Зокрема відомо, що «Центральний музей Тавриди» представив 451 експонат культури скіфів, сарматів, готів, що виявлені під час досліджень на території Неаполя Скіфського. Музеєм представлені бронзові та срібні прикраси кінської зброї сарматів, ліпні посуди-вододіли IV століття тощо. Бахчисарайський історико-культурний заповідник надав на виставку 215 експонатів, що знайдені в Усть-Альмінському некрополі, могильнику Сувлу-Кая. Основа колекції багата на прикраси, предмети декоративного та прикладного мистецтва, предмети побуту (ложки, тарілки, глечики), озброєння. Разом це творить комплекс трьох історично-етнічних культур Криму — скіфів, готів, сарматів.

## Історія
Від 3 липня 2013 року до 20 січня 2014 року вона була продемонстрована у Рейнському крайовому музеї у місті Бонн. Тоді виставку відвідали понад 53 тисячі осіб. Організатором виставки був Рейнський крайовий музей у місті Бонн.
З 7 лютого по 31 серпня 2014 року виставка проходила в археологічному музеї Алларда Пірсона за сприяння Амстердамського університету. Виставка мала бути повернута в червні 2014 року. Проте, через анексію Автономної Республіки Крим Російською Федерацією повернення так і не відбулось вчасно, адже вона проходила під час російської інтервенції в Автономній Республіці Крим, що створило за собою судовий інцидент щодо того, якій стороні буде належати кримська частина експонатів — Україні як державі-організатору або кримським музеям, які були просто організаторами експонатів.

### Початок судового процесу
За домовленістю з музеями, які брали участь у виставці до Кримської анексії Росією коштовності у правовому полі повністю належали Україні. Всього об'єктом судового процесу є 565 музейних предметів, 2111 одиниць зберігання, які становлять загальну вартість 1438625€. Укладеними контрактами з кримськими музеями та музеєм Алларда Пірсона визнавалось, що експонати є власністю держави України, а Міністерство закордонних справ Нідерландів у гарантійному листі від 25 квітня 2013 гарантувало, недоторканність об'єктів виставки.
24 березня 2014 року віце-прем'єр міністр з соціальних питань Олександр Сич заявив про спробу вивезення виставки до російського музею «Ермітаж». У зв'язку з цим на засіданні Кабінету Міністрів України ухвалили рішення повторно перепідпорядкувати музейні одиниці зберігання Міністерству культури України.
26 березня 2014 року музей Алларда Пірсона, адресувався до нотаріусів щодо надання консультацій з проблеми повернення музейних експонатів виставки законним власникам.
|                                                                | Враховуючи складність проблеми, наш музей звернувся до юристів Амстердамського університету, які мають намір опрацювати спосіб повернення колекції господаря. |
| — Амбер Ван Шаген, керівник піар-служби музею Алларда Пірсона, | |

|                                              | Вони знайдені в Криму, мають відношення до Криму. І ніякого відношення до території України ці предмети не мають. |
| — Андрій Мальгін, директор кримського музею, | |

В ті ж дні Міністерство закордонних справ Нідерландів звернулося до юристів Амстердамського університету щодо надання правової консультації. 28 березня Міністерство закордонних справ України звернулось з проханням гарантувати повернення експонатів з Амстердамської виставки, які на той час зібранні кримськими музеями України українськими домовленостями. 7 квітня міністр закордонних справ Андрій Дещиця на брифінгу МЗС України сказав, що окупаційна влада Криму не отримає колекції експонатів скіфського золота, яка експонується в Нідерландах.
9 травня 2014 року належність коштовностей Україні були підтверджені гарантійним листом Амстердамським університетом.
13 травня 2014 року Міністерство культури України своїм наказом визначило, що до настання деокупації Кримського півострова, предмети з кримських музеїв мають зберігатися в Національному музеї історії України. Мова йшла про 565 (п'ятсот шістдесят п'ять) музейних предметів, тобто 2111 (дві тисячі сто одинадцять) одиниць зберігання із фондів:
- Бахчисарайського історико-культурного заповідника у кількості 215 музейних предметів, загальною кількістю 1442 одиниці зберігання;
- Керченського історико-культурного заповідника у кількості 190 музейних предметів, загальною кількістю 190 одиниць зберігання;
- Центрального музею Тавриди у кількості 132 музейних предметів, загальною кількістю 451 одиниця зберігання;
- Національного заповідника «Херсонес Таврійський» у кількості 28 музейних предметів, загальною кількістю 28 одиниць зберігання[28].

20 травня 2014 року з приводу об'єкту суперечки Міністр культури Російської Федерації Володимир Мединський заявив, що у разі неповернення експонатів Європейським Союзом позиція Росії буде розцінена як «схвалена крадіжка».
У червні 2014 року Амстердамський музей вирішив подовжити виставку до осені поточного року. У цей же період часу Керченським історико-культурним заповідником відбувався збір підписів за повернення цінностей виставки до Криму.
20 серпня 2014 року музей Алларда Пірсона повідомив про передачу експонатів будь-якій стороні судового процесу лише після вирішення суду. Ситуацію названо «складною та унікальною».
21 серпня 2014 року Міністр культури України Євген Нищук заявив про намір подавати до суду українською стороною щодо ситуації навколо коштовностей та передання їх частини виставки на тимчасове зберігання до українських музеїв.
|                                          | Міністерство культури наполягає, щоб до того, як проясниться ситуація, скіфське золото було передано на тимчасове зберігання до Києва — в історичний та художній музеї… Тому ми ведемо велику роботу спільно з Міністерство закордонних справ. В умовах анексії Криму, і взагалі у час збройних конфліктів, Міністерство культури залишає за собою право переміщення нашого музейного надбання і цінних експонатів. |
| — Євген Нищук, Міністр культури України, | |

### Повернення до України частини експозиції
29 серпня 2014 року заступник Міністра культури України з питань європейської інтеграції Світлана Фоменко заявила про повернення в Україну 2111 предметів надбання України до жовтня 2014 року. Ряд російських ЗМІ повідомили про таємне вивезення Прем'єр-міністром України «золота скіфів» в США. Інформація заперечена Музеєм історичних цінностей та названа «абсурдною».
У вересні 2014 року Нідерланди повернули до України скіфське золото та скарби сарматів — 19 експонатів, які були взяті зі Скарбниці Національного музею історії України. Приблизно 565 експонатів з кримських музеїв залишалися у музеї Алларда Пірсона в Амстердамі. 9 вересня 2014 року частину виставки було виставлено у експозиції Скарбниці Національного музею історії України.
29 грудня 2014 року так званий Міністр культури Республіки Крим заявив про намір «особисто» відстоювати повернення золота скіфів до окупованого Криму.
21 січня 2015 року у Нідерландах був розпочатий процес у справі за позовом кримських музеїв до музею Алларда Пірсона щодо повернення частини історичних коштовностей до окупованого Криму.
19 лютого 2015 року в окупований Крим прибула Московська комісія щодо спроби повернення експонатів виставки на територію окупованої Автономної Республіки Крим.
До 4 березня 2015 року кримським музеям був наданий час щодо відповіді на ряд запитань Амстердамським університетом.
8 квітня 2015 року Україну було визнано однієї зі сторін судового процесу.
20 квітня 2015 року представник ЮНЕСКО заявив про неможливість правової допомоги Російській Федерації у даному процесі. Дана ситуація обумовлена тим, що ЮНЕСКО вважає Автономну Республіку Крим та місто Севастополь територією України і вважає, що об'єкти культурної спадщини належать Україні.
|                                                                 | На жаль, ЮНЕСКО тут абсолютно не може допомогти. Ми перебрали всі можливі інструменти, які вироблені ЮНЕСКО, щоб якось можна було допомогти в даному контексті. Їх абсолютно немає, це приватна справа. Там складність у тому, що українське міністерство культури було гарантом. Зараз ось, мабуть, це буде вирішуватися в якомусь тристоронньому порядку. І я думаю, що тепер скіфське золото надовго оселиться в Нідерландах, оскільки питання це буде дуже довгим. |
| — Елеонора Митрофанова, Постійний представник Росії при ЮНЕСКО, | |

12 травня 2015 року Верховна Рада України ухвалила Постанову до Генеральних штатів парламенту Королівства Нідерландів. Автор законопроєкту Сергій Тарута.
|                                                           | Мова йде про предмети, які належать державі Україна. Їх близько 1000 найменувань і вони належать музейному фонду України. Кримські музеї погодили з музеєм Амстердама про експозицію. Вона закінчилася і мова йде про повернення. Російська Федерація наполягає на поверненні до Криму, а ми — на територію України. Міністерство культури Нідерландів нас підтримує, але необхідна підтримка парламенту і я думаю, що наш крок допоможе виграти рішення і повернути ці цінності. |
| — Сергій Тарута, Народний депутат України 8-го скликання, | |

21 травня 2015 року суд Амстердаму продовжив кінцеву дату надання письмової відповіді українською стороною до 1 липня 2015 року. Надання інформації до 1 липня підтвердило і Міністерство юстицій України.
26 червня 2015 року прем'єр міністр України Арсеній Яценюк звернувся до Міністерства культури для збереження та застосування всіх механізмів у судовому процесі щодо повернення колекції «скіфського золота» в Нідерландах.
4 серпня 2015 року віце-прем'єр-міністр — міністр культури В'ячеслав Кириленко заявив про найближче повернення Україні музейних експонатів та їх зберігання на території України до визволення окупованого Криму.
21 серпня 2015 директор Центрального музею Тавриди Андрій Малигін заявив про можливість залишання експонатів виставки в Нідерландах. При цьому повідомлено про відсутність директорів кримських музеїв при розгляді справи в судовій залі. У випадку програного судового процесу кримські музеї будуть подавати апеляцію.
18 вересня 2015 року директор департаменту представництва інтересів держави у міжнародних та іноземних справах Мінюсту Ольга Костишин повідомила про отримання рішення Амстердамського суду не раніше другого кварталу 2016 року.
24 вересня 2015 року окружний суд ухвалив рішення продовжити до 21 жовтня термін, за яким кримські музеї повинні дати відповідь на позов у справі, до раніше встановленого терміну, яким було 23 вересня.

### Ухвала Амстердамського окружного суду 2016 року
14 грудня 2016 року окружний суд в Амстердамі ухвалив рішення, згідно з яким колекція скіфського золота, що складається з 565 предметів, має бути повернута Україні, а не кримським музеям. Цим рішенням він визнавав, що всі музейні експонати, які включені до виставки, є державною частиною Музейного фонду України та мають бути повернені в Україну. На апеляцію відвели три місяці. Кримські музеї заявляли про наміри оскаржити рішення. Україна на той час мала відшкодувати 111 тисяч євро голландському музею за вимушене зберігання ним колекції. Міністр юстиції України Павло Петренко пояснив, що процес передачі скарбів може тривати доволі довго і завершитися наприкінці 2017 року.
У січні 2017 року окупаційна влада Криму подала апеляцію та почала процес оскарження рішення. Провадження затягнулося та було призупинено до вирішення питання про відвід судді на вимогу України.

### Ухвала Апеляційного суду Амстердама 2021 року
26 жовтня 2021 року Апеляційний суд Амстердама задовольнив клопотання України та вирішив, що колекція так званого «скіфського золота» належить Україні та повинна повернутися українській державі. «Рішення передбачає, що музейні експонати будуть передані до Державного історичного музею України в Києві до стабілізації ситуації в Криму. Це тимчасовий захід», — йдеться у заяві. «Хоч музейні експонати походять із Криму і в цьому сенсі також можуть розглядатися як спадщина Криму, вони є частиною культурної спадщини України, оскільки остання існує як незалежна держава з 1991 року. Музейні експонати належать Музейному фонду держави Україна.», — було зазначено у рішенні суду. Разом з тим, сторони мають змогу подати касаційну скаргу до Верховного суду Нідерландів.

### Верховний суд Нідерландів
27 січня 2023 року оприлюднено висновок радника Верховного Суду Пауля Власа щодо цієї справи.
9 червня Верховний суд Нідерландів підтвердив рішення, ухвалене апеляційним судом Амстердама у жовтні 2021 року, відхиливши касаційну скаргу музеїв тимчасово окупованого Криму на попереднє рішення апеляційного суду, також винесене на користь України. Музейні експонати з виставки «Крим — золотий острів у Чорному морі» музей Алларда Пірсона передав Національному музею історії України.

## Повернення в Україну
16 листопада 2023 року у Мінкульті України заявили, що колекція «скіфського золота» повернеться в Україну найближчим часом.
22 листопада 2023 року стало відомо, що Нідерланди анулювали борги за зберігання експонатів, та що артефакти невдовзі опиняться в Україні.
27 листопада 2023 року стало відомо, що артефакти з чотирьох музеїв Криму, які були представлені на виставці в Амстердамі, повернулися до України. Це, зокрема, античні скульптури, скіфські та сарматські прикраси, китайські лакові шкатулки, яким близько двох тисяч років. 28 листопада їх було представлено ЗМІ у Скарбниці Національного музею історії України. У презентації взяв участь т. в. о. міністра культури та інформаційної політики Ростислав Карандєєв та інші українські високопосадовці, а також посол Нідерландів.
|                                                                 | Вітаю нас всіх з цією перемогою у, як нам усім здавалося, абсурдному правовому батлі, який зайняв майже десять років. Представники кримських музеїв намагалися створити правовий сюр, розповідаючи, що артефакти належать «кримській землі», а не народу України. Вони намагалися звинуватити нас у політизації процесу. Ми пояснювали, що це – не про політизацію, а про справедливість. Цей кейс вчить, що коли ти агресію не зупиняєш, вона збільшується в просторі. |
| — Еміне Джапарова, перша заступниця міністра закордонних справ, | |

|                                             | Цією справою Росія намагалася довести, що суверенітет України не поширюється на кримський півострів, що Крим – не Україна. На щастя, суд цього не підтвердив, тож маємо ще одне підтвердження, що Крим – це Україна. У своїх діях Росія була дуже послідовна, вона не гребувала наймати так званих «експертів» та міжнародних юристів, які намагалися заперечити позицію України. Але Україна завдяки спільній роботі усіх органів, завдяки представникам адвокатської фірми з Амстердама «Bergh Stoop & Sanders» та адвокатської фірми «Сергій Козьяков та Партнери», домоглася справедливого рішення. |
| — Ірина Мудра, заступниця міністра юстиції, | |

|                                                                                    | Як представник Нідерландів я хотів би з гордістю відзначити, що в поверненні також є ознаки незалежності нідерландської судової системи, яка пройшла важкі випробування. Верховний Суд Нідерландів дійшов висновку, що Україна має законний інтерес у захисті своєї культурної спадщини. Я, як археолог за першою освітою, сподіваюся, що в досяжному майбутньому артефакти можна буде повернути у звільнений Крим. Нехай усім буде зрозуміло, що Крим – це Україна! |
| — Єннес де Мол, Надзвичайний і Повноважний Посол Королівства Нідерланди в Україні, | |

## Виставка «Скарби Криму. Повернення»
4 липня 2024 року в Скарбниці Національного музею історії України, що знаходиться на території Національного заповідника "Києво-Печерська лавра", відбулось відкриття виставкового проєкту «Скарби Криму. Повернення». Експозиція у Скарбниці Національного музею історії України стане постійною і триватиме до остаточної деокупації Криму. Після деокупації колекцію планують повернути музеям на території півострова.
Виставковий проєкт «Скарби Криму. Повернення» реалізовано Національним музеєм історії України та Міністерством культури та інформаційної політики України за підтримки Благодійного фонду BGV CHARITY FUND та ГО «Інститут публічних комунікацій». В експозиції представлені вироби різних народів за проміжок часу 1200 років — від 5 століття до нашої ери до 7 століття нашої ери з чотирьох кримських музеїв: Кримського республіканського краєзнавчого музею, Керченського історико-культурного заповідника, Національного заповідника «Херсонес Таврійський» та Бахчисарайського історико-культурного заповідника. 3 липня, напередодні офіційного відкриття виставки, з експозицією артефактів ознайомились українські військові.